# بينغت غوستاف اولسون
بينغت غوستاف اولسون (بالسويدية: Bengt G. Olsson)‏ هو مخترع ورائد أعمال سويدي، ولد في 6 مايو 1924 في Steneby socken ‏ في السويد، وتوفي في 4 أبريل 2015 في Nacka ‏ في السويد.